# International Council of Museums
De International Council of Museums (ICOM), (Internationale Museumraad), is een internationale organisatie waarvan zowel musea als museummedewerkers en restauratoren lid kunnen zijn. ICOM is opgericht in 1946 en is een onafhankelijke niet-gouvernementele organisatie. Het ICOM onderhoudt relaties met UNESCO, als een van de vier grote internationale koepelorganisaties op het gebied van cultuurhistorisch erfgoed..  ICOM is gevestigd in Parijs.
ICOM beperkt zich in haar doelstellingen niet alleen tot het erfgoed dat in musea of particuliere collecties is opgenomen. Naast dit primaire doelgebied richt ICOM zich ook op ander erfgoed, zowel natuurlijk als cultureel, zowel materieel als niet-materieel.
ICOM kent zowel nationale als internationale comités. Leden van een nationaal comité zijn ook lid van de internationale organisatie. Begin 2018 waren er 119 nationale comités. Door tevens aan te sluiten bij een van de dertig internationale comités (waaronder bijvoorbeeld ICOFOM en ICOMMPR) kunnen leden zich binnen een museaal specialisme internationaal op de hoogte houden.